# پریاسلاف
پریاسلاف (به روسی: Переяслав) شهری در استان کیف در کشور اوکراین واقع شده‌است. جمعیت این شهر ۲۶,۵۷۶ نفر (۲۰۲۱ تخمینی)است.

## نگارخانه

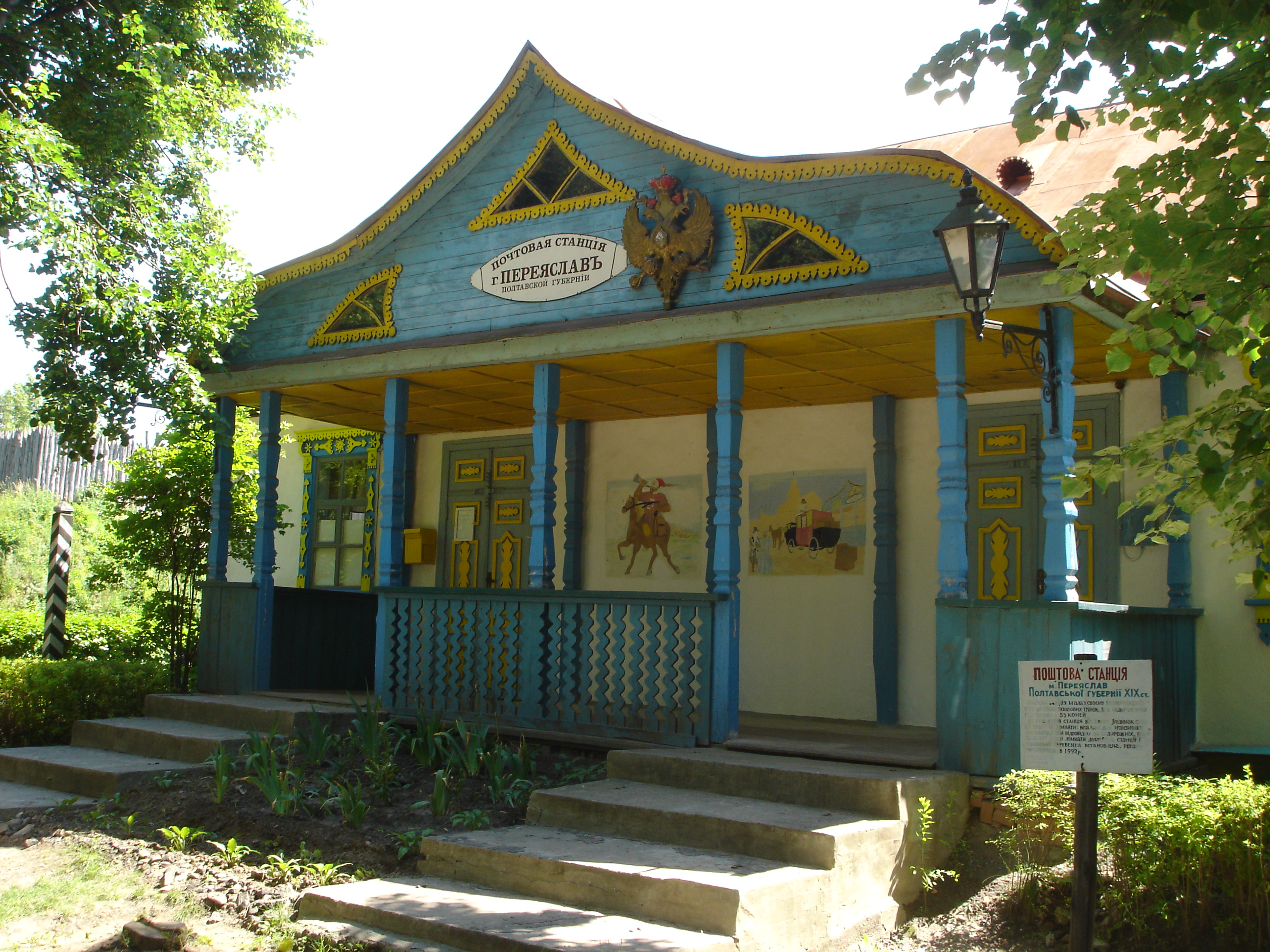